# Agència de Bijapur
L'Agència de Bijapur fou una agència política de la presidència de Bombai al sud del país maratha, dependent del governador (col·lector) del districte de Bijapur que feia d'agent polític. Estava formada per dos estats:
- Jath, jagir
- Daphlapur (249 km², dependent de Jath). Aquest estat va quedar sense hereus i va retornar a Jath a la mort de viuda del darrer sobirà (segle XX).

La superfície era de 2538 km². La dinastia de Jath reclamava ser descendent de Lakhmaji, cap de la vila de Daphlapur; el seu fill Satvaji Rao, el 1680, fou nomenat deshmukh de les subdivisions de Jath, Karajgi, Bardol i Vanad, i fou un dels principals nobles del sultanat de Bijapur. El 1686, enderrocat el sultanat de Bijapur pels mogols, es va trobar independent però al cap de poc es va sotmetre a Aurangzeb i va conservar la zona. El 1820 els britànics van entrar en contacte amb el sobirà i li van confirmar la possessió. El 1827 el raja de Satara va cedir temporalment els seus drets a Jath per eixugar el deute que tenia, però fou restaurat el 1841. Amb l'annexió de Satara el 1848-1849, Jath i Daphlapur, i altres jagirs de Satara van esdevenir vassalls britànics; el 1874 els britànics van assolir el control de l'estat pel mal govern que patia i el van retenir fins a 1885. El sobirà portava el títol de deshmukh i era un sardar (noble) de primera classe. A Daphlapur a la mort del darrer sobirà, la rani va assolir el govern vitalici amb l'ajut d'un karbhari o ministre. Grans fams es van patir entre 1896 i 1902 seguida de plagues el 1902 i 1903.
La població era de 79.786 el 1881 i de 68.665 el 1901. Les ciutats principals eren Jath (5.404) i Daphlapur (1.475) amb 117 pobles.